# Silicon Messiah
Silicon Messiah är hårdrocksbandet Blaze Bayleys debutalbum. Det släpptes ungefär ett år efter att Blaze Bayley hoppat av Iron Maiden. Han har gång på gång blivit hyllad för detta album; han har även själv sagt att detta var hans bästa musikaliska prestation någonsin.

## Låtlista
1. "Ghost in the Machine" - 4:20
2. "Evolution" - 4:54
3. "Silicon Messiah" - 5:11
4. "Born as a Stranger" - 5:52
5. "The Hunger" - 7:05
6. "The Brave" - 4:03
7. "Identity" - 5:25
8. "Reach for the Horizon" - 4:30
9. "The Launch" - 2:53
10. "Stare at the Sun" - 7:48

## Medlemmar
- Blaze Bayley - sång
- Jeff Singer - trummor
- Rob Naylor - bas
- Steve Wray - gitarr
- John Slater - gitarr